# Guardian Angel (chanson)
Pour les articles homonymes, voir Guardian Angel.
Singles de Masquerade
Everyday Loser
(1984)
Guardian Angel est une chanson de 1983 du chanteur allemand Drafi Deutscher, sous le pseudonyme Masquerade. Premier single du chanteur, elle sort en single le 2 novembre 1983, et se classe à la tête du classement autrichien et le top 5 en Allemagne de l'Ouest, en Belgique, aux Pays-Bas, en Suède et en Suisse.
La chanson a été reprise de nombreuses fois, notamment par Nino de Angelo, qui l'a également enregistrée en allemand et en italien, Jenseits von Eden et La valle dell'Eden respectivement. Ses versions se classeront également dans les hit-parades.
Une version en français, À l'est d'Éden est enregistrée par Vicky Leandros. Elle enregistrera également la chanson en espagnol (El paraiso) et en néerlandais (Ver van het leven).

## Contexte
La chanson est sortie le 2 novembre 1983 par Drafi Deutscher en collaboration avec l'auteur-compositeur anglo-allemand Chris Evans (en) sous le pseudonyme Masquerade. Elle s'est classée en Allemagne ainsi que dans plusieurs autres pays et est la deuxième chanson la plus célèbre de Deutscher après Marmor, Stein und Eisen bricht.
Drafi Deutscher a également enregistré la version allemande de la chanson, Jenseits von Eden, sur sa compilation Diesmal für immer en 1987.

## Liste des pistes
| A. | Guardian Angel         | 4:20 |
| B. | Silent Echoes of Katja | 3:57 |

## Classements et certifications
| Classement (1983–84)                   | Meilleure position |
| -------------------------------------- | ------------------ |
| Allemagne de l'Ouest (Media Control)   | 2                  |
| Autriche (Ö3 Austria Top 40)           | 1                  |
| Belgique (Flandre Ultratop 50 Singles) | 4                  |
| Europe (Europarade)                    | 3                  |
| Italie (Musica e dischi)               | 8                  |
| Nouvelle-Zélande (RMNZ)                | 7                  |
| Pays-Bas (Nederlandse Top 40)          | 5                  |
| Pays-Bas (Nationale Hitparade)         | 5                  |
| Suède (Sverigetopplistan)              | 4                  |
| Suisse (Schweizer Hitparade)           | 2                  |

| Classement (1984)                    | Position |
| ------------------------------------ | -------- |
| Allemagne de l'Ouest (Media Control) | 8        |
| Autriche (Ö3 Austria Top 40)         | 2        |
| Belgique (Flandre Ultratop)          | 58       |
| Italie (Musica e dischi)             | 46       |
| Pays-Bas (Nederlandse Top 40)        | 100      |
| Pays-Bas (Nationale Hitparade)       | 71       |
| Suisse (Schweizer Hitparade)         | 29       |

## Versions de Nino de Angelo
Singles de Nino de Angelo
Engel und Teufel, Luisa
(1983) Atemlos
(1984)
Le chanteur allemand d'origine italienne Nino de Angelo sort une version allemande en novembre 1983 intitulée Jenseits von Eden, qui obtient plus de succès dans les pays germanophones, atteignant la première place des classements en Allemagne de l'Ouest, en Autriche et en Suisse.
Il reprend aussi la chanson en anglais d'origine Guardian Angel. La version de De Angelo a atteint la 57e position du UK Singles Chart. Une autre version en anglais intitulée East of Eden a été enregistrée et sortie au Canada uniquement et reprend le thème des autres adaptations du chanteur, mais cette version ne rencontre pas le succès.
Il enregistre également une version italienne intitulée La valle dell'Eden. Cette dernière aura notamment du succès en France et en Italie : elle se classe à la première place des ventes en France pendant plusieurs semaines. À la suite d'une erreur, le titre portait à l'origine le nom La vallé del Eden. En 1984, il a été remplacé sur les 45 tours italiens par le titre correct.

### Liste des pistes
| A. | Jenseits von Eden | 3:50 |
| B. | Silbermond        | 3:20 |

| A. | La valle dell'Eden | 4:14 |
| B. | Sará la nostalgia  | 3:26 |

| A. | Guardian Angel |  |
| B. | Young Blood    |  |

### Classements et certifications

#### Jenseits von Eden
| Classement (1983–84)                   | Meilleure position |
| -------------------------------------- | ------------------ |
| Allemagne de l'Ouest (Media Control)   | 1                  |
| Autriche (Ö3 Austria Top 40)           | 1                  |
| Belgique (Flandre Ultratop 50 Singles) | 11                 |
| Europe (Europarade)                    | 10                 |
| Pays-Bas (Nederlandse Top 40)          | 17                 |
| Pays-Bas (Nationale Hitparade)         | 13                 |
| Suisse (Schweizer Hitparade)           | 1                  |

| Classement (1984)                    | Position |
| ------------------------------------ | -------- |
| Allemagne de l'Ouest (Media Control) | 2        |
| Autriche (Ö3 Austria Top 40)         | 1        |
| Suisse (Schweizer Hitparade)         | 4        |

| Région                                                                  | Certification | Ventes/Streams |
| ----------------------------------------------------------------------- | ------------- | -------------- |
| Allemagne (BM)                                                          | Or            | 500 000^       |
| Autriche (IFPI)                                                         | Or            | 50 000x        |
| Suisse (IFPI)                                                           | Or            | 25 000x        |
| ^Mise en rayon selon la certification xNon précisé par la certification |               |                |

#### La valle dell'Eden
Singles de Nino de Angelo
Sará la nostalgia
(1982) Giganti
(1984)
| Classement (1984)         | Meilleure position |
| ------------------------- | ------------------ |
| Europe (European Top 100) | 22                 |
| France (SNEP)             | 1                  |
| Suède (Sverigetopplistan) | 12                 |

| Classement (1984) | Position |
| ----------------- | -------- |
| France (SNEP)     | 14       |

| Pays                                                             | Certification | Ventes certifiées |
| ---------------------------------------------------------------- | ------------- | ----------------- |
| France (SNEP)                                                    | Or            | 500 000*          |
| *Ventes selon la certification xNon précisé par la certification |               |                   |

#### Guardian Angel
| Classement (1984)              | Meilleure position |
| ------------------------------ | ------------------ |
| Australie (Kent Music Report)  | 27                 |
| Europe (European Top 100)      | 22                 |
| Nouvelle-Zélande (RIANZ)       | 19                 |
| Royaume-Uni (UK Singles Chart) | 57                 |

## Autres reprises et adaptations
Guardian Angel a été repris notamment par :
- le groupe suédois Curt Haagers (en) en 1984[41] ;
- la chanteuse allemande Gloria Bruni (de) en 1990[41] ;
- le groupe suédois Perikles (en) en 2000[41] ;
- le groupe allemand Novaspace (en) en 2003, dans une version eurodance[41]. Cette version atteint les 9e et 11e places en Allemagne et en Autriche respectivement[42].

Jenseits von Eden a été repris par notamment :
- le compositeur et organiste allemand Franz Lambert en 1984 dans un pot-pourri instrumental, paru sur son album Let's Have a Party[41] ;
- le groupe de rock allemand Die Ärzte en 1986, paru sur leur troisième album Die Ärzte[41] ;
- le groupe allemand Die Jungen Tenöre en 1998, parue sur leur album Die 3 jungen Tenöre[41].

La chanson a également été adaptée dans plusieurs langues différentes :
- la chanteuse grecque Vicky Leandros enregistre en 1984 une adaptation en français sous le titre À l'est d'Eden, sur des paroles de Jean-Claude Lenoir[43]. Elle enregistre également la chanson dans une version en espagnol El paraiso et en néerlandais Ver van het leven ;
- le chanteur italien Bino en 1983, dans une version différente en italien sous le titre Mia Kalifornia[41] ;
- le chanteur espagnol Emilio José (es), avec le chanteur colombien Fausto (cantautor) (es), enregistrent en 1986 une adaptation en espagnol sous le titre Por ella[44];
- la chanteuse belge Dana Winner en 1996, dans une version en néerlandais sous le titre Ver weg van Eden. Elle reprend également Guardian Angel dans sa version originale en 1999. La version de Dana Winner est également repris par Eva De Roovere (nl)[41].